# Ett barns memoarer
Ett barns memoarer är en självbiografisk novell av Stig Dagerman från 1948. Den är en skildring av författarens uppväxt hos farföräldrarna i Älvkarleby. Den publicerades i tidskriften All världens berättare 1948, där den ingick i en serie uppsatser av yngre författare kallad "Självbiografiskt" som infördes i All världens berättare 1948-1949. 
Novellen är utgiven i bokform i Samlade skrifter 11 (1983) och i Nattens lekar. Samlade noveller och prosafragment (2014).

## Andra verk
- Ett barns memoarer är den andra delen i Selma Lagerlöfs Mårbackasvit som utgår från minnen i barndomshemmet. Mårbacka (1922), Ett barns memoarer (1930) och Dagbok (1932).
- Ett barns memoarer från 2017 är en samling tematisk kortprosa författad av Anders Larsson.